# Alcantarea
Genre
Classification APG II (2003)
Alcantarea est un genre de plantes de la famille botanique des Bromeliaceae, sous-famille des Tillandsioideae.
Il est très proche du genre Vriesea dont il ne se distingue que par ses pétales allongés.
Son nom rend hommage à Pierre II du Brésil, Pedro de Alcântara.

## Espèces
- Alcantarea benzingii Leme
- Alcantarea brasiliana (L.B. Smith) J.R. Grant
- Alcantarea burle-marxii (Leme) J.R. Grant
- Alcantarea distractila Leme & Paula
- Alcantarea duarteana (L.B. Smith) J.R. Grant
- Alcantarea edmundoi (Leme) J.R. Grant
- Alcantarea extensa (L.B. Smith) J.R. Grant
- Alcantarea farneyi (Martinelli & A. Costa) J.R. Grant
- Alcantarea geniculata (Wawra) J.R. Grant
- Alcantarea glaziouana (Lemaire) Leme
- Alcantarea hatschbachii (L.B. Smith & R.W. Read) Leme
- Alcantarea heloisae J.R. Grant
- Alcantarea imperialis (Carrière) Harms
- Alcantarea lurida Leme
- Alcantarea nahoumii (Leme) J.R. Grant
- Alcantarea nevaresii Leme
- Alcantarea odorata (Leme) J.R. Grant
- Alcantarea pataxoana ? , ?
- Alcantarea patriae Versieux & Wanderley
- Alcantarea regina (Vellozo) Harms
- Alcantarea roberto-kautskyi Leme
- Alcantarea tortuosa Versieux & Wanderley
- Alcantarea turgida Versieux & Wanderley
- Alcantarea vinicolor (E. Pereira & Reitz) J.R. Grant